# Coupe intercontinentale 1971
La Coupe intercontinentale 1971 est la douzième édition de la Coupe intercontinentale de football. Elle oppose lors d'un match aller-retour les Grecs du Panathinaïkos, finalistes de la Coupe des clubs champions européens 1970-1971, aux Uruguayens du Club Nacional de Football, vainqueur de la Copa Libertadores 1971. Il s'agit de la première apparition de ces deux clubs dans cette compétition. L'Ajax Amsterdam, champion d'Europe 1971, refuse de participer en raison du climat violent des dernières éditions.
Le score cumulé des deux rencontres détermine le vainqueur. En cas d'égalité, un match d'appui est joué sur terrain neutre.
Le match aller se déroule au stade Karaïskaki du Pirée, le 15 décembre 1971 devant 45 000 spectateurs et est arbitré par le Brésilien José Favilli Neto. Les deux équipes se quittent sur le score nul de 1-1, avec des buts de Tótis Fylakoúris pour le « Pana » et de Luis Artime pour le Nacional. Le match retour a lieu à l'Estadio Centenario de Montevideo, le 28 décembre 1971 devant 70 000 spectateurs. La rencontre arbitrée par l'Écossais Alastair McKenzie se conclut par une victoire des champions d'Amérique du Sud sur le score de 2-1, grâce à un doublé de Luis Artime, Fylakoúris réduisant l'écart à la dernière minute. Le Nacional s'impose sur le score cumulé de 3-2 et remporte ainsi sa première Coupe intercontinentale. En 2017, le Conseil de la FIFA a reconnu avec document officiel (de jure) tous les champions de la Coupe intercontinentale avec le titre officiel de clubs de football champions du monde, c'est-à-dire avec le titre de champions du monde FIFA, initialement attribué uniquement aux gagnants de la Coupe du monde des clubs FIFA.

## Feuilles de match

### Match aller
| Match aller      | Panathinaïkos  | 1 - 1   | Nacional   | Stade Karaïskaki, Le Pirée                         |                                                    |
| 15 décembre 1971 | Fylakoúris 48e | (0 - 0) | 52e Artime | Spectateurs : 45 000 Arbitrage : José Favilli Neto | Spectateurs : 45 000 Arbitrage : José Favilli Neto |
| 15 décembre 1971 | (Rapport)      |         |            | Spectateurs : 45 000 Arbitrage : José Favilli Neto | Spectateurs : 45 000 Arbitrage : José Favilli Neto |

| Panathinaikos | Club Nacional |

| PANATHINAIKOS FC : |    |                           |  |     |
|                    |    |                           |  |     |
| G                  | 1  | Tákis Ikonomópoulos       |  |     |
| D                  | 2  | Yiánnis Tomarás           |  | 61e |
| D                  | 3  | Anthimos Kapsis           |  |     |
| D                  | 4  | Frangískos Soúrpis        |  |     |
| D                  | 5  | Kóstas Athanasópoulos     |  |     |
| M                  | 6  | Kóstas Eleftherákis       |  |     |
| M                  | 7  | Tótis Fylakoúris          |  |     |
| M                  | 8  | Mítsos Dimitríou          |  |     |
| A                  | 9  | Antonis Antoniadis        |  |     |
| A                  | 10 | Mimis Domazos             |  |     |
| A                  | 11 | Sakis Kouvas (en)         |  | 20e |
| Remplaçants :      |    |                           |  |     |
| D                  | 12 | Giórgos Vláchos           |  | 61e |
| M                  |    | Georgios Deligiannis (it) |  | 20e |
| Entraîneur :       |    |                           |  |     |
| Ferenc Puskás      |    |                           |  |     |

| CLUB NACIONAL :            |    |                         |     |          |
|                            |    |                         |     |          |
| G                          | 1  | Manga                   |     |          |
| D                          | 2  | Juan Carlos Masnik      |     |          |
| D                          | 3  | Ángel Brunell (en)      |     |          |
| D                          | 4  | Luis Ubiñas             |     |          |
| D                          | 5  | Julio Montero Castillo  |     |          |
| M                          | 6  | Juan Carlos Blanco (es) |     |          |
| M                          | 7  | Luis Cubilla            |     |          |
| M                          | 8  | Ildo Maneiro            |     |          |
| A                          | 9  | Víctor Espárrago        |     | Remplacé |
| A                          | 10 | Luis Artime             |     |          |
| A                          | 11 | Julio Morales           | 60e |          |
| Remplaçants :              |    |                         |     |          |
| D                          | 12 | Juan José Duarte        |     | Entré    |
| Entraîneur :               |    |                         |     |          |
| Washington Etchamendi (es) |    |                         |     |          |

### Match retour
| Match retour                   | Nacional       | 2 - 1   | Panathinaïkos  | Estadio Centenario, Montevideo                     |                                                    |
| 28 décembre 1971 21 h 30 UTC-3 | Artime 34e 75e | (1 - 0) | 90e Fylakoúris | Spectateurs : 70 000 Arbitrage : Alastair McKenzie | Spectateurs : 70 000 Arbitrage : Alastair McKenzie |
| 28 décembre 1971 21 h 30 UTC-3 | (Rapport)      |         |                | Spectateurs : 70 000 Arbitrage : Alastair McKenzie | Spectateurs : 70 000 Arbitrage : Alastair McKenzie |

| Club Nacional | Panathinaikos |

| CLUB NACIONAL :            |    |                          |  |     |
|                            |    |                          |  |     |
| G                          | 1  | Manga                    |  |     |
| D                          | 2  | Juan Carlos Masnik       |  |     |
| D                          | 3  | Ángel Brunell (en)       |  |     |
| D                          | 4  | Luis Ubiñas              |  |     |
| D                          | 5  | Julio Montero Castillo   |  |     |
| M                          | 6  | Juan Carlos Blanco (es)  |  |     |
| M                          | 7  | Luis Cubilla             |  | 80e |
| M                          | 8  | Ildo Maneiro             |  |     |
| A                          | 9  | Víctor Espárrago         |  |     |
| A                          | 10 | Luis Artime              |  |     |
| A                          | 11 | Juan Carlos Mamelli (es) |  | 71e |
| Remplaçants :              |    |                          |  |     |
| D                          | 12 | Juan Martín Mujica       |  | 80e |
| D                          | 13 | Rúben Bareño             |  | 71e |
| Entraîneur :               |    |                          |  |     |
| Washington Etchamendi (es) |    |                          |  |     |

| PANATHINAIKOS FC : |    |                       |  |     |
|                    |    |                       |  |     |
| G                  | 1  | Tákis Ikonomópoulos   |  |     |
| D                  | 2  | Víktor Mitrópoulos    |  |     |
| D                  | 3  | Anthimos Kapsis       |  |     |
| D                  | 4  | Frangískos Soúrpis    |  |     |
| D                  | 5  | Kóstas Athanasópoulos |  |     |
| M                  | 6  | Aristídis Kamáras 43e |  |     |
| M                  | 7  | Kóstas Eleftherákis   |  |     |
| M                  | 8  | Mítsos Dimitríou      |  |     |
| A                  | 9  | Antonis Antoniadis    |  |     |
| A                  | 10 | Mimis Domazos         |  |     |
| A                  | 11 | Sakis Kouvas (en)     |  |     |
| Remplaçants :      |    |                       |  |     |
| M                  | 12 | Tótis Fylakoúris      |  | 43e |
| Entraîneur :       |    |                       |  |     |
| Ferenc Puskás      |    |                       |  |     |